# The Beauties of Santa Cruz
The Beauties of Santa Cruz – poemat amerykańskiego poety Philipa Freneau'a z 1776. Przedstawia rozterki poety, który z jednej strony pragnie uciec od zgiełku życia społecznego i politycznego, a z drugiej odczuwa powołanie do bycia poetą. Freneau w tym utworze skontrastował piękno przyrody z "brzydotą" niewolnictwa. Utwór jest napisany strofą czterowersową rymowaną xaxa lub abab.